# MRB 34
MRB 34 (Motorredningsbåd 34) är ett danskt täckt räddningsfartyg, som byggdes 1965 för dåvarande Redningsvæsenet i Danmark. Hon moderniserade 1991.
MRG 34 är 15,1 meter lång och har en besättning på sex personer.
MRB 34 och MRB 35 var när de utvecklades en helt ny fartygstyp för det danska sjöräddningsväsendet. En central aspekt var att åstadkomma självrätande fartyg. MRB-34 krängningstestades efter leverans i maj 1969 i Dokhavnen i Köpenhamns hamn. Med hjälp av en kran och vajrar vändes fartyget i vattnet, varefter det på fyra sekunder kom på rätt köl.
MRB-34 tjänstgjorde först vid Hvide Sande Redningsstation, där hon ersattes av den större Rescue Emile Robin 1989. Hon har sedan dess varit stationerad på Anholt Redningsstation.
Fartyget var våren 2022 ute på auktion. Försvarsmakten planerade 2021 leverans av fem nya motorräddningsbåtar till Kystredningsvæsendet 2025–1926.